# Jerry Girl
Jerry Girl（ジェリーガール）は婦人靴ブランド。

## 概要
レディースシューズを専門に扱う有限会社ジェリーガールのブランドとして2001年に卸売をスタート。導入期、成長期には、多数モデルをブランドイメージモデルとして起用し、2007年には大阪アメリカ村に最初の直営店をオープン。現在は、通販及び販売協力店にて、商品購入が可能。